# E.M. Delafield

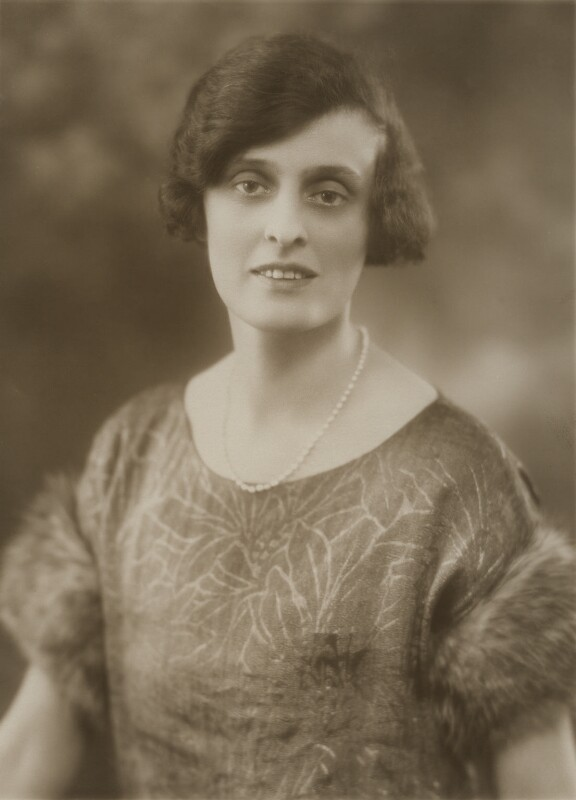
E.M. Delafield en 1925.

Edmée Elizabeth Monica Dashwood (9 de junio de 1890 - 2 de diciembre de 1943) comúnmente conocida como E. M. Delafield, fue una prolífica autora inglesa. Es conocida por su obra parcialmente autobiográfica Diario de una dama de provincias, publicada inicialmente como una columna en la revista feminista y liberal Time and Tide. Escrito en forma de diario, el libro sigue los esfuerzos cotidianos de una mujer de la clase media alta inglesa que vive en una ciudad de provincias de Devon en los años treinta. En las secuencias, la dama de provincias compra un apartamento en Londres, viaja a los Estados Unidos, trata de encontrar un trabajo durante la Guerra de broma y viaja por la Unión Soviética.

## Biografía
Delafield nació en Steyning, Sussex, en 1890. Fue la hija mayor del conde Henry Philip Ducarel de la Pasture y de Elizabeth Lydia Rosabelle, hija de Edward William Bonham, que fue, como su hija Elizabeth, una novelista conocida. Con el propósito de diferenciarse de su madre, su hermana Yolande le sugirió el seudónimo Delafield. A la muerte del conde de la Pasture en 1908, Elizabeth se volvió a casar con Sir Hugh Clifford, que fue gobernador de las colonias de Costa de Oro británica (1912–19), Nigeria (1919–25), Ceilán (1925–27) y Malasia.
En 1911, Delafield fue aceptada como postulante a una orden religiosa francesa establecida en Bélgica. De esta experiencia salió el relato The Brides of Heaven, escrito en 1931, que comienza afirmando: "Los motivos que me llevaron, cuando cumplí 21 años, a entrar a una orden religiosa francesa son de poca importancia". Delafield también escribe que sus superiores le advirtieron que si un médico le indicara cirugía, "(...)serán tus superiores los que decidirán si tu vida es lo suficientemente valiosa para la comunidad como para justificar los gastos. Si se resuelve que no, te mejorarás sin la operación o morirás. En cualquier caso estarás haciendo la voluntad de Dios, que es todo lo que importa." Finalmente, Delafield renunció a la orden cuando se enteró de que su hermana Yolande estaba planeando entrar en otra orden religiosa. 
Durante la Primera Guerra Mundial, trabajó como enfermera en un voluntariado de enfermeras en Exeter y su primera novela, Zella Sees Herself, se publicó en 1917. Al final de la guerra trabajó para el Ministerio de Servicios Nacionales en Brístol y publicó dos novelas más. Publicaría una o dos novelas por año durante casi toda su vida. 
El 17 de julio de 1919 se casó con el coronel Arthur Paul Dashwood, un ingeniero que construyó los enormes muelles del puerto de Hong Kong. Después de dos años en las Monarquías de Malasia, Delafield insistió en volver a Inglaterra. A su regreso se instalaron en una vieja casa en Devon, donde Arthur se convirtió en agente inmobiliario. Tuvieron dos hijos, Lionel y Rosamund. En la primera reunión del Instituto de Mujeres de Kentisbeare, Delafield fue elegida presidenta por unanimidad y lo siguió siendo hasta su muerte.
Admiró y defendió a Charlotte Yonge y fue una autoridad en las hermanas Brontë. 
Su hijo Lionel murió en 1940. De su muerte, que levantó sospechas de haber sido un suicidio, Delafield nunca se recuperó. Tres años después, Delafield colapsó mientras dictaba una conferencia en Oxford y murió el 2 de diciembre de 1943. Fue enterrada al pie de su árbol favorito, junto a su hijo. Su madre la sobrevivió y murió en octubre de 1945, y su hija Rosamund se fue a Canadá.

## Diario de una dama de provincias
Delafield se hizo muy buena amiga de Margaret Mackworth, directora de la revista semanal Time and Tide. Cuando Mackworth le pidió que pensara en algo para publicar en la revista, de preferencia en forma serial, ella prometió que lo pensaría. Fue entonces, en 1930, que nació su obra más popular y duradera, Diario de una dama de provincias. Esta obra parcialmente autobiográfica, en la que sustituyó con los nombres "Robin" y "Vicky" a sus hijos, nunca ha estado agotada. Fue publicada por primera vez en español en octubre de 2013 por Libros del Asteroide. 
La novela inspiró varias secuelas que registraban los periodos más tardíos de la vida de la dama de provincias: The Provincial Lady Goes Further, The Provincial Lady in America, y The Provincial Lady in Wartime.
En 1961, Rosamund Dashwood, su hija, publicó Provincial Daughter: un relato semiautobiográfico de sus propias experiencias con la vida doméstica en los años cincuenta.